# 孟母

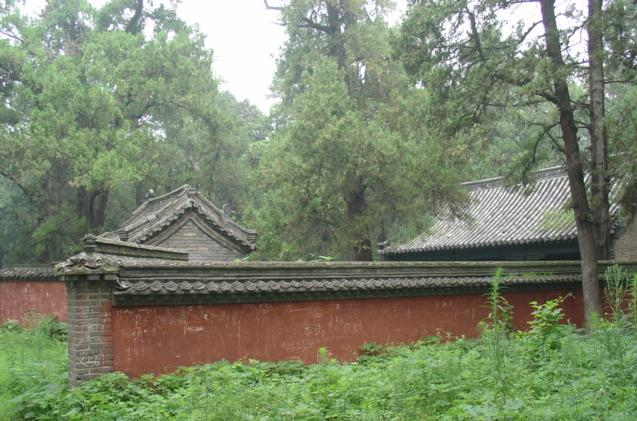
孟母林墓群，在曲阜市小雪街办凫村，为山东省文物保护单位

孟母（？—？），孟子的母亲，仉氏。孟轲早年丧父，孟母被認為教子有方，故事流傳甚廣。

## 孟母教子
孟母教子有方，在《三字经》中有「昔孟母，择邻处，子不学，断机杼」的记载。

### 孟母三迁
孟轲幼年，住在墓地附近，他玩的时候学做喪禮。孟母便把家搬到集市附近。孟轲又学拿刀殺豬並叫賣。孟母就把家搬到学校附近，孟子游戏的时候，就学习模仿学礼节，滿意的孟母便定居下来。惟此敘述只有二遷，由東鄰買豚的故事可推知孟子亦曾與屠戶為鄰。

### 断机教子
孟子一次逃学回家，孟母正在缉麻线，看到儿子漫不經心的樣子，便把机上正在织着的麻布割断。 孟子问母亲为什么，孟母說：“你荒廢學業，如同我剪斷這絲一樣。有德行的人學習是為了樹立名聲，多問才能增長知識。所以平時能安寧，做起事來就可以避免於禍害。現在荒廢了學業，就不免於做下賤的勞役，而且難於避免禍患。”孟子有所感悟，此后勤学不止，终成天下大儒。

## 后世纪念
元朝延祐3年（1316年），追封孟子父孟激为邾国公，追封孟子母亲孟仉氏为邾国宣献夫人 。